# Dune (гурт)

Dune — музичний колектив з Німеччини, який виконує композиції у стилях Happy hardcore, рейв, техно. Назва була запозичена з творів Френка Ґерберта Хроніки Дюни.

## Історія
Гурт був створений в 1995 році та проіснував п’ять років. В 2000  році Dune розпався у зв’язку з тим, що співачка Ферена фон Штренге залишила гурт незадовго до запланованого випуску альбому Reunion. Проте, альбом так і не був опублікований. Зараз Олівер продовжує виступати, як у себе на батьківщині, так і в інших країнах під іменем "Dune". 

## Склад гурту
- Олівер Фронінг (Oliver Froning, з 1995 року)
- Йенс Оттріх (Jens Oettrich, з 1995 року)
- Бернд Бурґофф (Bernd Burhoff, з 1995 року)
- Ферена фон Штренге (Verena von Strenge, 1995—1997, 1999—2000)
- Ванесса Хьорстер (Vanessa Hörster, 1997—1998)
- Тіна Ласебал (Tina Lacebal, 1998)

## Дискографія

### Сингли
- «Hardcore Vibes» (1995)
- «Are you ready to fly» (1995)
- «Can't Stop Raving» (1995)
- «Rainbow to the stars» (1996)
- «Hand in Hand» (1996)
- «Million miles from home» (1996)
- «Who Wants to Live Forever» (1996)
- «Nothing compares 2 U» (1997)
- «Keep the secret» (1997)
- «Electric heaven» (1998)
- «One of us» (1998)
- «Dark Side of the Moon» (1999)
- «Heaven» (не випущений через постанову суду)
- «Hardcore Vibes 2000» (2000)
- «Rainbow to the stars 2003» (2003)

### Альбоми
- Dune (1995)
- Expedicion (1996)
- Live! (1996)
- Forever (1997)
- Forever and Ever (1998)
- 5 (був запланований на серпень 1998 року, але не був випущений)
- Reunion (був запланований на 2000 рік, але не вийшов у зв’язку з постановою суду (тим самим, що заборонив сингл «Heaven»))
- History (2000)